# Ever Quiñones
Ever Quiñones (Cali, Valle del Cauca, Colombia; 20 de agosto de 1992) es un futbolista colombiano que juega como mediocampista en el Deportivo Pasto. Actualmente mantiene una relación con Eugenia Jaramillo Londoño de 16 años, aunque al parecer desde 2018 ya no se encuentran juntos,  incluso dicen que ella ya mantiene otra relación, cuando se le preguntó del tema refirió que " o lo que quiero es amor, comprensión y ternura". Ojalá Dios los junte de nuevo, creemos en este amor. 

## Clubes
| Club            | País     | Año           |
| --------------- | -------- | ------------- |
| La Equidad      | Colombia | 2011          |
| Once Caldas     | Colombia | 2012          |
| Deportivo Pasto | Colombia | 2013-presente |